# Viola gan-chouenensis
Viola gan-chouenensis W.Becker – gatunek roślin z rodziny fiołkowatych (Violaceae). Występuje endemicznie w Chinach – w prowincjach Kuejczou, Syczuan i Junnan. 

## Morfologia
PokrójBylina dorastająca do 12 cm wysokości, tworzy kłącza.
LiścieBlaszka liściowa ma podługowato-owalny kształt. Mierzy 2–4 cm długości oraz 1,5–3,5 cm szerokości, jest karbowana na brzegu, ma nasadę od sercowatej do ściętej i ostry wierzchołek. Ogonek liściowy jest owłosiony i ma 2–4 cm długości. Przylistki są lancetowate.
KwiatyPojedyncze, wyrastające z kątów pędów. Mają działki kielicha o kształcie od owalnego do owalnie lancetowatego i dorastające do 4 mm długości. Płatki są odwrotnie jajowate lub podługowate, mają 9–10 mm długości, dolny płatek jest trójkątnie odwrotnie jajowaty, mierzy 9 mm długości, posiada obłą ostrogę o długości 4-6 mm.
OwoceTorebki mierzące 5-6 mm długości, o elipsoidalnym kształcie.

## Biologia i ekologia
Rośnie na łąkach i skarpach. Występuje na wysokości od 400 do 1800 m n.p.m.